# Michael Erlenbach
Michael Erlenbach (* 5. März 1902 in Nürnberg; † 8. Januar 1962) war ein deutscher Chemiker.

## Werdegang
Erlenbach studierte in Erlangen, Freiburg und München, wo er 1927 über die Chinovasäure promovierte. Im August 1928 trat er als Chemiker in die Farbwerke Hoechst ein. Dort war er von 1946 bis 1953 Trustee, danach Mitglied des Vorstandes.
Daneben war er Aufsichtsratsvorsitzender der Behringwerke und der AG zur gemeinnützigen Beschaffung von Wohnungen, stellvertretender Aufsichtsratsvorsitzender der Commerz- und Creditbank AG sowie Aufsichtsratsmitglied der Knapsack-Griesheim AG und Mitglied des Hauptausschusses des Verbands der Chemischen Industrie.

## Ehrungen
1953 erhielt er das Große Verdienstkreuz der Bundesrepublik Deutschland. Er war Ehrenbürger der Universität Frankfurt a. Main sowie Ehrensenator der Universität Marburg.